# 웨스트민스터 대학교
웨스트민스터 대학교(University of Westminster)는 영국 런던에 위치한 공립 대학이다. 1838년에 'Royal Polytechnic Institution'이라는 교명으로 설립되었으며 런던에 문을 연 최초의 폴리테크닉이다. 이 플로테크닉은 1992년에 '웨스트민스터 대학교'가 되었다.